# Brachydiplax farinosa
Brachydiplax farinosa е вид водно конче от семейство Libellulidae. Видът не е застрашен от изчезване.

## Разпространение
Разпространен е в Бангладеш, Бруней, Виетнам, Индия (Асам), Индонезия (Калимантан и Суматра), Китай, Лаос, Малайзия (Западна Малайзия и Саравак), Мианмар и Тайланд.